# Apeadero de Terronhas
El apeadero de Terronhas es un apeadero situado en el PK 13,4 de la Línea del Duero, dentro del municipio de Paredes en el distrito de Oporto, Região Norte y subregión de Támega.
En la actualidad cuenta con servicios regionales, interregionales y urbanos dentro de la línea del Duero.
- Datos: Q8202411